# Eublemma ornatula
Eublemma ornatula is een vlinder van de familie van de spinneruilen (Erebidae). De wetenschappelijke naam van deze soort is voor het eerst voorgesteld als Thalpochares ornatula door Cajetan Freiherr von Felder, Rudolf Felder en Alois Friedrich Rogenhofer in een publicatie uit 1875.

## Verspreiding
De soort komt voor in Oeganda, Kenia, Tanzania, Zimbabwe, Zuid-Afrika en Lesotho.

## Waardplanten
De rups leeft op Helianthus annuus (Asteraceae).